# ハインリヒ・ダレスト
ハインリヒ・ルイス(ルートヴィヒ)・ダレスト（Heinrich Louis d'ArrestまたはHeinrich Ludwig d'Arrest、1822年7月13日 - 1875年6月14日）は、プロシアの天文学者。ライプツィヒ大学で天文学の教授を務めた。ヨハン・ゴットフリート・ガレのもとで働いていた学生時代に海王星発見に貢献したエピソードで知られる。

## 生涯
1822年にベルリンでユグノーの末裔の家に生まれ、1837年にベルリン大学に入学。卒業後の1845年に彗星を発見してデンマーク王からメダルを受けた。
1846年、ダレストはベルリン天文台のガレの下で助手として働いていた。9月23日、ガレの元にユルバン・ルヴェリエより「天王星の摂動の原因として存在が予測される新惑星を見つけるために、空のある領域を観測して欲しい」という依頼の手紙が届いた。その晩にガレとダレストはルヴェリエが予測した場所を観測し、星図にはない天体を見つけた。続く2夜の観測によってこれが新惑星であることが確認され、後に海王星 (Neptune) と命名された。これは、軌道の理論計算から天体が発見された最初の例として天文学史に残る業績となった。
1848年にライプツィヒ天文台に移り、1850年にはライプツィヒ大学で博士号を取得する。1851年に6P/ダレスト彗星を発見した。1858年にコペンハーゲン大学の教授に就任、1861年に新設されたコペンハーゲン大学天文台の台長となった。1862年に小惑星フレイアを発見した。1864年には火星の衛星を捜索したが失敗に終わり、火星から70分以内に衛星1つが存在する可能性を指摘した。また星雲の研究を行い、1873年には、ガス状の星雲は銀河面の近くに分布していることから銀河内の天体である、という説を提唱した。1875年には王立天文学会ゴールドメダルを受賞した。
1875年にデンマークのコペンハーゲンで没した。

### エポニム
月のダレスト・クレーターと火星の衛星フォボスのクレーター、小惑星(9133)ダレストは、いずれも彼の功績を記念して命名されている。